# 上海軌道交通17号線
上海軌道交通17号線（シャンハイきどうこうつう17ごうせん、中文表記: 上海轨道交通17号线、英文表記: Shanghai Metro Line 17）は、中華人民共和国上海市を走る上海軌道交通の路線。ラインカラーは■淡茶色。

## 概要
計画当初は「上海軌道交通20号線」とも言われていた路線である。建設予算は173.62億元。
近年工業化、ニュータウン化の著しい青浦区と、交通の枢軸である虹橋火車站駅、上海虹橋国際空港方面を結ぶ役割を持つ他、上海に残る江南水郷の1つである朱家角鎮への観光路線という性質も併せ持っている。

### 路線データ
- 路線距離：35.341 km
- 軌間：1,435 mm
- 駅数：30駅（起終点駅含む）
- 複線区間：全線
- 電化区間：全線（直流 1,500 V 第三軌条方式）
- 最高速度：100 km/h
- 地下区間：淀山湖大道駅南 - 匯金路駅東、徐盈路駅東 - 虹橋火車站駅
- 高架区間：西岑駅 - 朱家角駅西、匯金路駅東 - 徐盈路駅東

## 沿革
- 2010年8月9日：20号線として計画される[1]。
- 2012年8月6日：17号線として計画される[2]。
- 2014年7月1日：着工。
- 2016年
  - 7月4日：高架区間の土木構造物が竣工[3]。
  - 12月29日：全線の土木構造物が竣工[4]。
- 2017年
  - 5月12日：最後のロングレールが接続され、軌道工事が竣工[5]。
  - 6月30日：試運転が開始[6]。
  - 10月25日：運行ダイヤによる試運転を開始[7]。
  - 12月3日：開業前の検査を通過[8]。
  - 12月30日：開業。
- 2024年
  - 11月30日：西岑駅が開業する。17号線は、14駅になる[9]。

## 使用車両
- 17A01型電動客車（6両編成）

## 駅一覧
| 駅名           | 駅名           | 駅名                               | 駅間 キロ | 営業 キロ | 接続路線                                                                                          | 所在地 | 所在地 |
| 日本語         | 簡体字中国語   | 英語                               | 駅間 キロ | 営業 キロ | 接続路線                                                                                          | 所在地 | 所在地 |
| -------------- | -------------- | ---------------------------------- | --------- | --------- | ------------------------------------------------------------------------------------------------- | ------ | ------ |
| 西岑駅         | 西岑站         | Xicen                              | -         | 0.000     |                                                                                                   | 上海市 | 青浦区 |
| 東方緑舟駅     | 东方绿舟站     | Oriental Land                      | 6.315     | 6.315     |                                                                                                   | 上海市 | 青浦区 |
| 朱家角駅       | 朱家角站       | Zhujiajiao                         | 2.807     | 9.122     |                                                                                                   | 上海市 | 青浦区 |
| 淀山湖大道駅   | 淀山湖大道站   | Dianshanhu Avenue                  | 5.838     | 14.960    |                                                                                                   | 上海市 | 青浦区 |
| 漕盈路駅       | 漕盈路站       | Caoying Road                       | 3.857     | 18.817    |                                                                                                   | 上海市 | 青浦区 |
| 青浦新城駅     | 青浦新城站     | Qingpu Xincheng                    | 2.810     | 21.627    |                                                                                                   | 上海市 | 青浦区 |
| 匯金路駅       | 汇金路站       | Huijin Road                        | 2.515     | 24.142    |                                                                                                   | 上海市 | 青浦区 |
| 趙巷駅         | 赵巷站         | Zhaoxiang                          | 3.880     | 28.022    |                                                                                                   | 上海市 | 青浦区 |
| 嘉松中路駅     | 嘉松中路站     | Middle Jiasong Road                | 3.057     | 31.079    |                                                                                                   | 上海市 | 青浦区 |
| 徐涇北城駅     | 徐泾北城站     | Xujingbeicheng                     | 2.240     | 33.319    |                                                                                                   | 上海市 | 青浦区 |
| 徐盈路駅       | 徐盈路站       | Xuying Road                        | 1.208     | 34.527    |                                                                                                   | 上海市 | 青浦区 |
| 蟠龍路駅       | 蟠龙路站       | Panlong Road                       | 2.536     | 37.063    |                                                                                                   | 上海市 | 青浦区 |
| 国家会展中心駅 | 国家会展中心站 | National Exhibition and Convention | 1.500     | 38.563    | 2号線 · (改札外乗り換え)                                                                          | 上海市 | 青浦区 |
| 虹橋火車站駅   | 虹桥火车站     | Hongqiao Railway Station           | 2.523     | 41.086    | 2号線 · 10号線 · 中国鉄路総公司 · ■京滬高速鉄道 · ■滬寧都市間鉄道 · ■滬杭旅客専用線（上海虹橋駅） | 上海市 | 閔行区 |